# Aleksandr Berkoutov (pilote de chasse)
Pour les articles homonymes, voir Aleksandr Berkoutov et Berkoutov.
Aleksandr Maksimovitch Berkoutov (en russe : Александр Максимович Беркутов ; né le 11 novembre 1911 et décédé le 16 janvier 1962) est un pilote de chasse et as soviétique de la Seconde Guerre mondiale, décoré de l'ordre de Héros de l'Union soviétique.

## Carrière
Né le 11 novembre 1911 à Novoïe (Moldavie), en RSS de Tatarie (aujourd'hui Tatarstan, en Russie), il rejoignit les rangs de l'Armée rouge en 1931 avant d'être admis au Collège militaire de l'Air de Lougansk. Il en sortit diplômé en 1935. Il participa successivement aux combats de Khalkin-Gol, en Mongolie, contre le Japon (juin-septembre 1939), puis à la Guerre d'Hiver contre la Finlande de (décembre 1939 à mars 1940). 
Ce n'est qu'à partir d'août 1942, après avoir été muté au 84.IAP, bientôt rebaptisé 101.GuIAP (régiment de chasse aérienne de la Garde) qu'il put combattre les envahisseurs allemands aux commandes d'un Polikarpov I-153 obsolète. Il fut abattu dès le début octobre 1943, mais il s'en sortit sans une égratignure. Avec son escadrille, équipée de nouveaux P-39 Airacobra, il accumula les succès, obtenant dans le seul mois de décembre 1943 10 victoires homologuées au cours de 67 missions et 25 combats aériens au-dessus de la Crimée. Promu au grade de major (commandant), il prit le commandement de son unité et participa, à sa tête, aux derniers combats de Pologne et d'Allemagne (1944-1945).
À l'issue de la guerre, qu'il termina avec le grade de podpolkovik (lieutenant-colonel), il fut démobilisé en 1946 et devait décéder le 16 janvier 1962.

## Palmarès et décorations
Tableau de chasse
- Il fut crédité de 16 victoires homologuées (toutes individuelles), obtenues au cours de plus de 332 missions de combat.

Décorations
- Héros de l'Union soviétique le 2 août 1944 ;
- Ordre de Lénine ;
- Trois fois titulaire de l'Ordre du Drapeau rouge ;
- Ordre de la Guerre Patriotique de 1re et 2e classe ;
- Ordre d'Alexandre Nevski ;
- Ordre de l'Étoile rouge.